# نکسوس ۱۰
نکسوس ۱۰ (به انگلیسی: Nexus 10) تبلتی است که توسط گوگل و سامسونگ گسترش یافته‌است. نکسوس ۱۰ دومین تبلت معرفی شده از سری گوگل نکسوس است که پس از موفقیت تبلت ۷ اینچی گوگل به نام نکسوس ۷ با ابعاد ۱۰ اینچ ساخته‌شد.

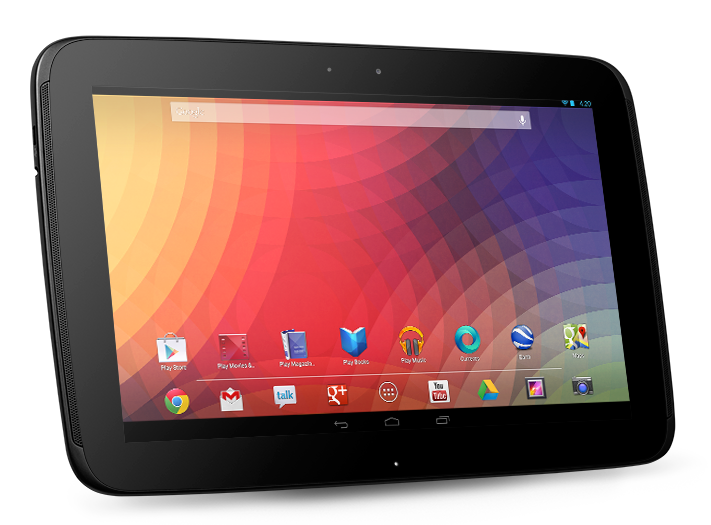
نکسوس ده

## سخت‌افزار
تفکیک‌پذیری این تبلت ۱۶۰۰ * ۲۵۶۰ پیکسل است (با چگالی پیکسل ۲۹۹) که در سال ۲۰۱۲ دارای بیشترین تفکیک‌پذیری در میان تبلت‌ها است. نکسوس ۱۰ به پردازنده کورتکس A15 دوهسته‌ای با فرکانس کلاک ۱٫۷ گیگاهرتز به همراه واحد پردازش گرافیکی چهارهسته‌ای Mali-T604 مجهز است و دارای رم ۲ گیگابایت LPDDR3 است.

## معرفی
نکسوس ۱۰ قرار بود تا در یک کنفرانس در ۲۹ اکتبر ۲۰۱۲ در نیویورک معرفی شود که به علت توفند سندی لغو شد و گوگل آن را طی یک پست رسمی در وبلاگش معرفی کرد. نکسوس ۱۰ در ۱۳ نوامبر ۲۰۱۲ یه بازار عرضه شد.

## قیمت
نکسوس ۱۰ در دو نوع ۱۶ گیگابایت و ۳۲ گیگابایت عرضه می‌شود که قیمت مدل ۱۶ گیگابایت ۳۹۹ دلار و ۳۲ گیگابایت ۴۹۹ دلار است.